# Retrogaming

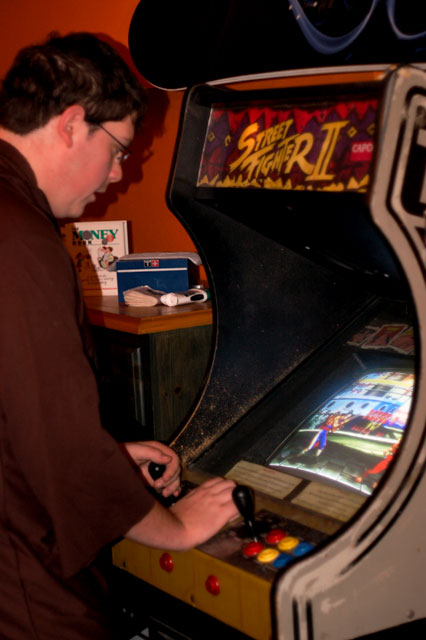
Maszyna arcade Street Fighter II.

Retrogaming – angielskie określenie opisujące hobby, jakim jest zbieranie i granie w starsze gry komputerowe. Gry te uruchamia się albo na oryginalnym sprzęcie (którego zbieranie często jest elementem retrogamingu) lub na emulatorach dostępnych na nowoczesne platformy (komputery, konsole, telefony komórkowe, tablety).
Retrogamingiem określana być może, prócz grania w gry klasyczne, także rozgrywka w nowe produkcje będące klonami starszych tytułów lub z nich czerpiące. Trend ten obserwuje się szczególnie w przypadku urządzeń mobilnych wyposażonych w systemy operacyjne takie jak: Android lub iOS, na które wydawane są remaki klasycznych gier.
Określenie to, ponieważ dotyczy wszelkiego rodzaju gier, może odnosić się również do klasycznych gier fabularnych, bitewnych i planszowych i nie jest nierozerwalnie związane z rozrywką elektroniczną.